# Escadron de transport 4/61 Béarn
L'escadron de transport 4/61 Béarn est une unité de transport de l'armée de l'air française équipée de Airbus A400M Atlas recréée le 9 septembre 2021,  stationnée sur la Base aérienne 123 Orléans-Bricy. Il devient le deuxième escadron de transport de l'armée de l'air et de l'espace équipé de l'Airbus A400M Atlas.
Auparavant, l'escadron de transport 1/64 Béarn était une unité de transport de l'armée de l'air française équipée de C.160NG Transall, stationnée sur la base aérienne 105 Évreux-Fauville.

Le Béarn est rattaché à nouveau, depuis le 27 août 2015, à la 64e escadre de transport qui a été reformée le même jour sur la base d'Evreux.
L’escadron fut « mis en sommeil » le 25 août 2017 avant d'être réactivé sur Airbus A400M Atlas le 9 septembre 2021.

## Historique

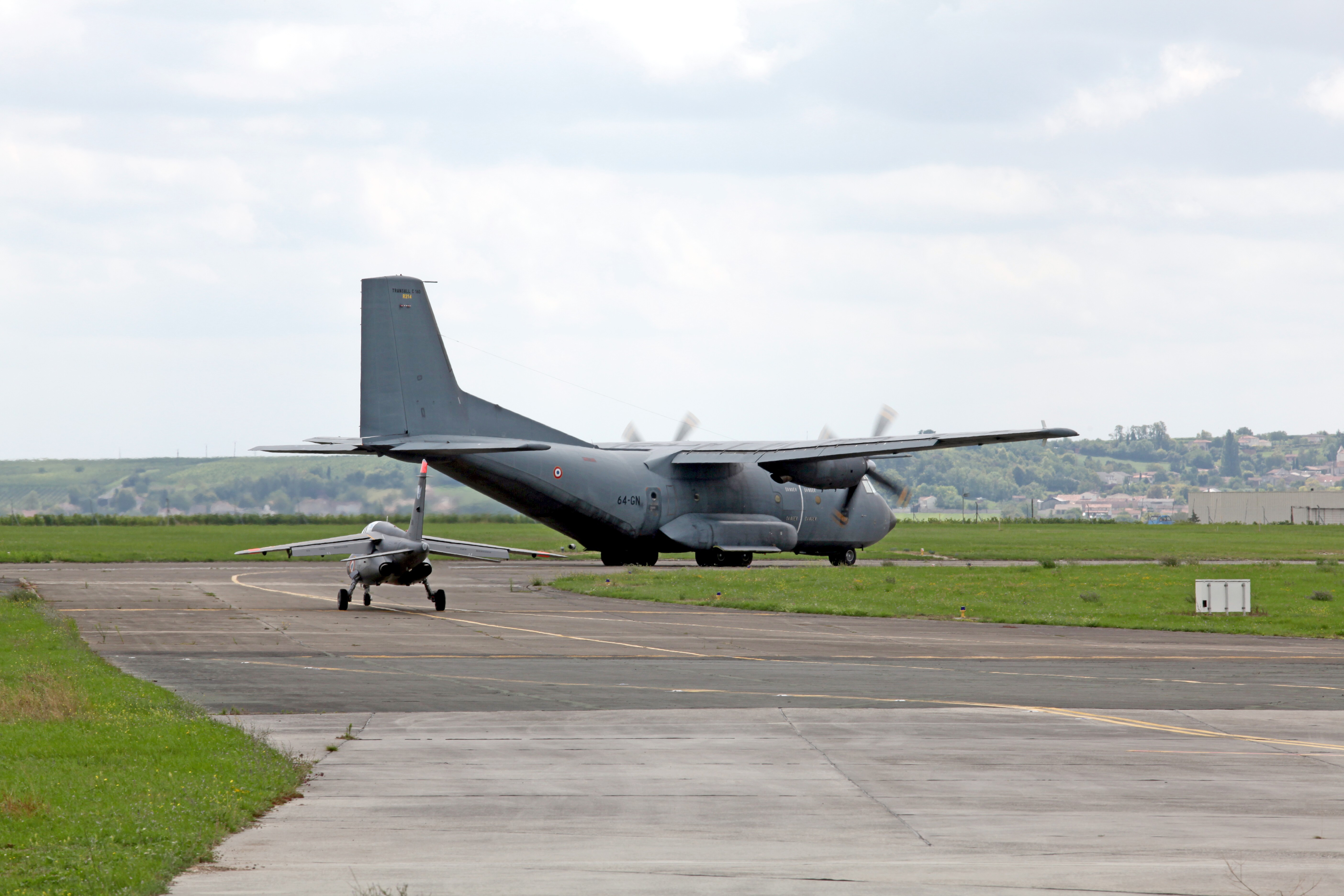
Un C-160 Transall NG du 1/64 Béarn en 2012.

L’un des escadrons parmi les plus décorés de l’Armée de l’Air, l’Escadron de transport 04/061 Béarn a des origines aussi anciennes que celles de l’aviation militaire. L’Armée de l’Air doit à cette seule unité quelques-unes des plus belles pages de son histoire. Ses citations, ses décorations ainsi que les fourragères rouges et vertes portées fièrement, en témoignent. Si l’appellation « Béarn » ne date que de 1944, l’escadron a hérité des traditions et de la gloire du groupe de bombardement 1/34 qui lui a donné son insigne ainsi que des Escadrilles Salm 14 et Salm 18 à l’origine de sa naissance. 

### Escadrille 14
L’escadrille 14 est créée le 18 décembre 1914. Elle est rattachée à la VIIe armée et est équipée d’avions Farman puis de Dorand DO.1 comme unité de reconnaissance. Elle se charge du repérage de positions d’artilleries, des lignes ennemies tout en résistant aux tirs des batteries anti-aériennes allemandes. Stationnée dans les Vosges puis à Belfort, elle participe aussi aux combats sur la frontière entre les Vosges et l’alsace allemande : Hartmannswillerkopf, La Chapelotte, et le Linge.
En septembre 1917, l’escadrille reçoit des Dorand AR.1 plus efficaces face aux Fokkers allemands. Entre novembre 1917 et avril 1918, elle est stationnée en Italie pour repousser l’offensive autrichienne de juin 1917; l’escadrille s’établit successivement à Vérone, Trissino et Castello di Godego.
En mai-juin 1918, elle prend part à la 3e bataille des Flandres. Elle opère en Marne et en Champagne, participant à l’avancée du front contre la ligne Hindenburg. L’escadrille finit la guerre avec des Salmson 2A2, des appareils plus rapides et plus maniables. 
Elle compte 8 victoires aériennes homologuées pendant les quatre années de guerre. C’est aussi la première escadrille française à abattre un ballon Drachen en janvier 1917. 
Elle a utilisé trois avions différents : le Farman, le Dorand et le Salmson.

#### Citation à l’ordre du 35ecorps d’armée
L’aéronautique du 35e Corps d’armée, composée des escadrilles 10, 14, 225, et 282, sous le commandement du capitaine Amiot a rendu des services éminents, grâce à son audace, son habileté et son esprit de sacrifice.
Pendant la période d’avril a aout 1918, tant dans la défensive que dans l’offensive, a su maintenir une liaison étroite et fructueuse avec le commandement, l’infanterie et l’artillerie, donner les renseignements d’une précision remarquable et prendre une part importante dans le succès.
Au Quartier général, le 19 septembre 1918
Signé : JACQUOT

#### Les insignes de l’Escadrille 14
Son premier insigne est une croix de Lorraine, puisque cette région est le lieu de naissance de l’escadrille. On y ajoute un griffon qui tient un blason. Lorsqu’elle fait partie de la 46e Division d’infanterie de Chasseurs en 1917, un cor est ajouté à l’insigne.

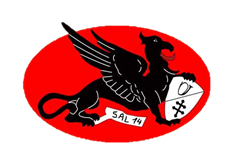
Insigne de l'Escadrille 14.

### Escadrille 18
Créée en 1913, l’escadrille 18, qui prend le nom de BL 18, se fait remarquer avant même la guerre par un parcours dans tout le Nord de la France : Dijon – Verdun – Maubeuge – Dunkerque – Saint-Cyr – Camps d’Avord – Dijon. Mobilisée en aout 1914, elle est d’abord affectée à la 1re armée et stationne en Lorraine au début de la guerre, à Epinal puis Nancy.
Depuis Toul, l’escadrille effectue une des premières missions de bombardement de nuit. Le capitaine Boucher, chef de l’escadrille, mène des représailles à la suite du raid mené par les Zeppelins allemands sur Nancy. Quatre avions vont bombarder Metz de nuit à la lampe torche. Deux atteignent leur cible, un ne trouve pas l’objectif à cause de ses lunettes encrassées, le quatrième a un problème technique, attaque un nœud ferroviaire puis se pose dans un champ. La BL 18 continue les bombardements jusque 1916, puis est transférée au 30e Corps d’armée. En juin 1917, la C18 est en Champagne : elle participe à des missions de photo et de reconnaissance pour repousser les attaques allemandes à la jonction des armées françaises et anglaises. Elle prend part à la 3e bataille de l’Aisne, la 2e de la Marne, puis contribue à enfoncer la ligne Hindenburg en 1918.
L’escadrille 18 est créditée de 6 victoires aériennes, 346 missions photos, 1135 missions de reconnaissance, et de 245 réglages d’artillerie. Elle est récompensée par deux citations à l’ordre de l’armée et le port de la fourragère de la Grande Guerre.
Elle a utilisé trois appareils : le Blériot XI, Caudron G4 et le Salmson2A2.

#### Citation à l’ordre de la XeArmée
Unité remarquable par son entrain, son allant, sa bravoure, sa haute conception du devoir. Sous le commandement du capitaine Collet, a participe brillamment, depuis janvier 1916 aux opérations importantes faites sur les fronts de Verdun, Somme, et Champagne. Au cours de l’offensive ennemie de mai 1918, a donné de nouvelles preuves de son esprit de sacrifice, en exécutant, malgré les moyens réduits, toutes les missions demandées. De juillet a aout 1918, a été de tous les combats, affirmant ses belles qualités militaires, son absolu mépris du danger et sa foi patriotique, malgré de lourdes pertes, n’ayant jamais de repos, elle est toujours aussi fraîche, toujours animée du plus bel esprit offensif. Compte 346 missions photographiques, 1135 reconnaissances, 245 réglages et 6 avions abattus.
Au quartier général, le 12 octobre 1918.
Signé : MANGIN

#### Insignes de l'Escadrille 18
L’escadrille a d’abord une étoile bleue dans un cercle rouge. Cet insigne change en 1917 pour être remplacé par un bonhomme dont le chapeau s’envole. Cet insigne particulier est né d’une anecdote liée à une visite de l’escadrille par Clemenceau. Le Président du Conseil passe en revue l’escadrille 18, dont les pilotes font tourner à fond les moteurs de leurs « coucous » pour leur donner une impression de puissance. Le président et son cortège passent alors derrière les avions. Le vent des hélices fait s’envoler le chapeau du président et l’on voit sa suite s’élancer pour tenter de récupérer le haut de forme.

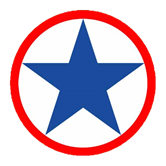
Premier insigne de l'escadrille 18.

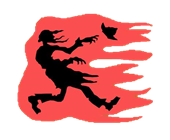
Deuxième insigne de l'escadrille 18.

### L'Entre-deux guerres
L’Entre-deux guerres est une période de remaniement de l’armée, avec notamment la création de l’Armée de l’Air. Les escadrilles SALM 14 et SALM 18 connaissent des changements de noms, leurs appareils sont modernisés plusieurs fois et les équipages s’entraînent de manière intensive.
En effet, les SALM 14 et 18 deviennent la 3e et 4e escadrille du deuxième groupe du Régiment d’aviation d’observation numéro 4 stationné au Bourget, puis la 3e et 5e escadrille du 34e Régiment aérien d’observation de la 2e division aérienne.
En 1932, les régiments deviennent des escadres et les bases aériennes dédiées sont mises sur pied. Le 1er juillet 1934, avec la création de l’Armée de l’Air, le 34e RAO devient la 34e escadre d’observation de la 2e région aérienne:  le Groupe 1/34 est né. Il est équipé à cette époque de Breguet 19 et Potez 39.
À partir de 1936, la mission du groupe change : il devient un groupe de bombardement sur Amiot 143, et prend donc le nom de Groupe de Bombardement 1/34. Il effectue alors plusieurs entrainements en Afrique-Occidentale française et en Afrique française du Nord.

### La bataille de France
Au début de la guerre, en septembre 1939, le groupe est stationné à Dugny. Le 3 septembre sonne l’entrée en guerre et le GB 1/34 effectue sa première mission de reconnaissance. Le groupe commence un grand nombre de déménagements en s’établissant d'abord à Abbeville. D’ici, il enchaîne les missions de reconnaissance pendant la « drôle de guerre ». Cependant, l’Amiot 143 est obsolète et vétuste : c’est une cible facile pour la DCA. Il passe donc à des missions de reconnaissance de nuit.
En avril 1940, le GB fait mouvement à Montdidier (Somme) ou il fait partie du Groupe de bombardement N⁰ 9 dépendant de la Zone d’opérations aériennes Nord (ZOAN).
Le 10 mai 1940 marque le début de la bataille de France avec invasion de l’armée allemande en Belgique, aux Pays-Bas et au Luxembourg. La nuit du 10 mai, le GB 1/34 participe au bombardement de Munich en réponse à celui de Metz par les Allemands. Le Groupe effectue de nombreuses missions de bombardement de jour comme de nuit jusqu’en juin 1940, pour tenter de ralentir le Blitzkrieg. Le 13 mai, le Groupe est décimé par la DCA lors d’un raid de jour sur la Xe division Panzer et le 14 il perd son chef, le capitaine Veron qui est fait prisonnier.
Après cela, c’est le début du repli vers le Sud : Avord, Bergerac, Lézignan, le Groupe recule en même temps que le reste de l’armée. Le 21 juin, l’échelon volant part pour Oran en AFN, mais le lendemain l’armistice est signée avec l’Allemagne. Le GB 1/34 part en Tunisie pour poursuivre la lutte contre les Italiens, mais l’armistice est aussi signé avec l'Italie.
De retour en France en août de la même année, avec l’ordre de réduction des forces aériennes par les Nazis à la France, le Groupe est dissout le 1er septembre 1940. Pour ses actes durant la bataille de France, le GB 1/34 reçoit une citation à l’ordre de l’Armée donnée par le général Vuillemin.

### La reprise du combat
En juillet 1944, le groupement PATRIE est créé au Maroc par le lieutenant-colonel Demozay « Morlaix », membre du Gouvernement provisoire de la République française. Des équipages sont rassemblés d’un peu partout, notamment en Syrie. Divers avions sont récupérés dans la région : DB7, GM167, A24. 
Le nouveau groupe a pour mission de soutenir et ravitailler les poches de résistance des Forces françaises de l'intérieur et de harceler la retraite Allemande en France. En aout 1944, le « Patrie » arrive à Toulouse, après le débarquement en Provence, premier à se poser en France libérée. Il commence par mener des missions de reconnaissance et de liaison entre états-majors, qui vont s’enchainer dans le Sud-Ouest. Le Groupe déménage beaucoup : Bourges, Cazaux, Cognac. Il recherche de terrains adéquats pour lancer des missions offensives. Face aux manques de munitions, les mécaniciens bidouillent des lance-bombes en fonction de ce qu’ils trouvent. 
Le 19 octobre 1944, le GB II/18 Béarn est créé suivant la tradition des FAFL de donner des noms de provinces françaises aux unités. La première mission de bombardement est réalisée le 28 octobre. Le 9 novembre, le groupe prend l’appellation GB 1/34 Béarn. Il se base d’abord à Cognac puis à Bordeaux. Les bombardements sur les poches allemandes de l’Atlantique s’enchaînent. En février 1945, le Béarn est envoyé en Tunisie pour apprendre à voler sur les B26 Marauder. Il apprend là-bas la fin de la guerre, et mène des missions de stabilisation de la région. Il est de retour en France (St Dizier) en mai 1945 et effectue des vols de liaison entre Alger, Lyon et Tunis.

#### Citation attribuée au Groupement de bombardement «Patrie»
Sur proposition de Monsieur le ministre de l’Air, le général de Gaulle, président du Gouvernement provisoire de la République Française, chef des armées, cite à l’ordre de l’armée aérienne :
           Le Groupement aérien « Patrie »
                       Commandant : Lieutenant-colonel Morlaix

                       Adjoint : Commandant Naves
Composé des Groupes « Vendée » (commandant Lapios) et « Béarn » (capitaine Bataille), armé par les écoles aériennes de l’Afrique du Nord pour agir au profit des FFI s’est consacré avec enthousiasme a l’accomplissement de sa difficile mission. Malgré la réaction violente d’une flak dense et ajustée, a mené à bien de nombreuses attaques sur les colonnes ennemies en retraite, notamment dans les régions de RUFFEC et POITIERS, détruisant des véhicules et mettant plusieurs centaines d’Allemands hors de combat. Dans la seule journée du 1er novembre, va effectuer 31 missions de bombardement en piqué. Totalise plus de 500 heures de vol en guerre. Un équipage tué, deux équipages blesses. Cette citation comporte l’attribution de la Croix de guerre avec palme.
Fait à Paris, le 2 février 1945
Signé : C. De Gaulle

### L’Indochine
Le 18 octobre 1945, le GB 1/34 Béarn devient le Groupe de Transport GT 1/34 Béarn. Il appartient désormais au Sous Groupement des Moyens Militaires de Transport Aérien (SGMMTA). Il échange ses bombardiers B-26 Marauder contre les avions de transport Junkers 52, surnommés « Julies ».
Les équipages partent pour l’Indochine par bateau le 16 janvier 1946. Ils stationnent le 7 février 1946 à BIEN HOA. Equipé seulement de C-47 et d’avions japonais divers, le groupe est isolé en zone hostile sans moyens, ravitaillements, ni équipements. En l’absence d’infrastructures, les équipages construisent eux-mêmes leur escadron. Ceux-là ne sont pas familiarisés avec ces machines, les conditions météo sont difficiles et l’environnement montagneux n’arrange rien : un premier crash a lieu le 14 juin 1946, avec un seul survivant.
En septembre 1946, le GT 1/34 réceptionne 15 junkers 52. Il mène alors des missions de ravitaillement (transport de fret, munitions, armement, passagers) au Tonkin, au Haut Laos, en Cochinchine. Pour ces succès, le Groupe reçoit les félicitations du GAL Leclerc et une troisième palme à sa Croix de guerre de 1939-1945.
En novembre 1946, Hanoï est encerclée et le Béarn, quasiment seul, va soutenir la ville avec 150 ravitaillements par jour en zone hostile pendant 2 mois. L’escadron subit ses premières pertes. Le GAL Molière, commandant des forces du Tonkin, déclare : « Ce sont les JU-52 qui ont sauvé Hanoi. »
On commence aussi les premiers bombardements au napalm et aux bombes classiques : ce sont des opérations très dangereuses, car les avions survolent les zones hostiles à très basse altitude à 160 km/h seulement, en faisant des cibles faciles pour les Viets.
En février 1947, le Béarn déménage à Tan Son Nhut pour rejoindre le II/15 Anjou. En juillet de la même année, il prend le nom de Groupe de Transport 1/64 Béarn et deux mois plus tard le commandant Viot en prend la tête. Le Groupe reçoit sa première citation à l’ordre de l’armée avec attribution de la croix de guerre des Théâtres d'opérations extérieurs (TOE), avec 11 000 heures de vol et 4930 missions en un an.
En octobre 1947, le Béarn participe à la prise de Cao Bang, Bac Kan, Tuyen Quang et Hoa Bing. Le 9 octobre, le CDT Viot, chef du Béarn, est tué en mission de parachutage avec 4 membres d’équipage, leur avion est abattu par la DCA Viet. Il maintient l’avion en feu en ligne pour laisser évacuer les parachutistes et quelques-uns s’en sortent avant qu’il ne s’écrase.
En 1948, le Béarn prend part à la pacification de la Cochinchine, d’Annam, et du Cambodge. L’année 1949, quant à elle, est marquée par la participation aux grandes opérations : Parasol, Diane, Huong-Su-Phy, Phulo, Pomone, Canigou, Bastille, Hung, Vaï, Anthracite. Cinq équipages seront tués cette année-là, dont trois abattus par la DCA.
En mai 1950, aux côtés du Franche-Comté, le Béarn largue un bataillon de parachutistes sur Dong Khé. L’opération mobilise 27 junkers et 2 Dakotas qui volent en rase-mottes pour éviter la détection. C’est un succès, le poste est repris.
En septembre 1950, les troupes françaises subissent l’offensive Viet sur la RC4 : le Béarn évacue Cao Bang puis Lang Son. Il effectue en parallèle des missions de bombardement, de ravitaillement et de parachutage de renforts. En octobre 1950, le Béarn est présent partout : Bach Mai, Touraine, Nha Trang, Vientiane, pour continuer ses missions et évacuer les populations civiles.
Le 18 décembre 1950, les Ju52 du commandant et de son second se percutent en vol lors d’une mission de bombardement. Les deux équipages sont tués, le Groupe perd, en plus de ses deux chefs, quatre officiers, le chef mécanicien et des sous-officiers.
En avril 51, le Béarn stationne à Nha Trang. Il effectue des ponts aériens, des bombardements, et des missions PTT, c’est-à-dire des vols à très basse altitude avec une corde lestée pour couper les lignes de communication vietminh. Le 14 novembre, il participe à l’opération Lotus : 5 bataillons sont largués en 3 rotations sur HOA BINH, aux côtés de l’Anjou et du Franche. Une piste est aménagée pour les JU52 et un camp retranché est édifié. Le soutien de ce camp s’effectue jusqu’en février 1952 et son évacuation.
En septembre 1952, les Dakotas C47 viennent progressivement remplacer les vieux Ju-52, et les missions de parachutages de bombes éclairantes « lucioles » se mêlent au largage de troupes. Au début de l’année 1953, le GT 1/64 effectue de nombreux ponts aériens sur C-47 entre le Tonkin et le Laos, et participe aux opérations dans toute l’Indochine.
Le 20 novembre 1953, c’est l’opération Castor : 6 bataillons de paras sont largués sur Dien-Bien-Phu par 65 Dakotas. La mission du Béarn consiste alors à parachuter du matériel pour mettre en œuvre le terrain d’aviation. Il largue jusqu’à 100t/jour. En parallèle, le Béarn participe à l’évacuation de Laï-Chau.
Le 12 mars 1954 sonne le début de la bataille de Dien Bien Phu. S’enchaînent alors les missions de ravitaillement, les bombardements de napalm, les évacuations sanitaires et les missions « luciole ». 125 parachutages sous feu de l’ennemi sont effectués, et 35 largages de nuit de parachutistes. Le tout se fait sous le feu de la DCA, par mauvaise météo, au milieu d’une cuvette entourée de montagnes culminant à 1800m. La dernière mission dans la cuvette est une évacuation sanitaire, le C47 est détruit au sol avec à son bord Geneviève de Galard et le capitaine Blanchet, second du Groupe. La bataille de Dien-Bien-Phu a couté 5 avions au Béarn : trois au sol ont été détruits par l’artillerie, deux en vol : un équipage a été tué, un capturé.
Un repli sur Hanoï puis Tan Son Nhut (Saigon) est effectué en juin. Le Béarn établit alors un pont aérien Hanoi-Saigon en septembre et octobre 1954. Le Groupe, dernière unité présente en Indochine est dissout 13 juillet 1956. Il aura mené 30 108 missions de guerre en 73 597 heures de vol et perdu 88 membres.
Il reçoit au cours de la guerre d’Indochine 8 citations à l’ordre de l’Armée de l’air, il est titulaire de la Croix de guerre TOE obtient en juin 1955 l’attribution de la fourragère de la Légion d’Honneur.

### Le retour en France
L’ET 1/64 Béarn est recréé au Bourget le 1er décembre 1956 sur C47 et intègre la 64e escadre de transport avec l’ET 2/64 Maine et l’Escadron de maintenance technique 12/104. Dès mars 1957, il fait ses premières missions hors métropole, réalise l’ouverture de lignes régulières sur l’AFN, Alger, et Tunis. Il participe à la guerre d'Algérie.
Avril 1960 est marqué par l’Arrivée des Nord 2501 « Noratlas », en remplacement des C47 vieillissants. En novembre 67, les forces américaines évacuent la base d’Évreux qui devient la base aérienne 105, et le Béarn s’y installe. De là, il mène des missions régulières en Afrique, avec des parachutages d’hommes et de matériel qui entrecoupent des lignes régulières.
En mai 68, il doit assurer des lignes postales à cause des grèves dans l’aviation civile et l’Armée est appelée à la rescousse. 
Dans la seconde moitié de l’année, les missions africaines commencent avec les opérations de Fort-Lamy et des missions en Mauritanie suivent. L’année suivante débute avec une mission à Jakarta. Le Béarn, comme l’ensemble du Commandement des opérations de Transport aérien militaire (COTAM) soutient l’aide humanitaire française grâce au Noratlas « la Grise » adapté aux pays en développement. Il poursuit aussi sa mission d’instruction. Le Béarn assure un détachement (DETAM) à PAU en 1972. En 1973, c’est le premier convoyage de deux « Nord » vers Papeete en plus de quinze étapes par l’Est (Istres, Athènes, Ankara, Téhéran, Bahreïn, Dubaï, Karachi, Calcutta, Bangkok, Singapour, Bali, Darwin, Townsville, Brisbane, Nouméa, Nandi, Pago-Pago).
En 1974, le DETAM à Dakar est supprimé, avant d’être réactivé en 1979 en même temps qu’un à Libreville.
Le 25 novembre 1977, le Béarn est marqué par une tragédie : le crash du Noratlas du CNE Legoff avec 28 passagers tués dans la région de Béziers. 

### Le Transall au Béarn
Le 1er avril 1982, les premiers C160 Nouvelle Génération arrivent au Béarn. L’escadron vole sur le nouvel avion et continue à utiliser la « Grise ». Les équipages s’entrainent à piloter le nouvel avion pour se voir attribuer des missions plus exigeantes et stimulantes de nouveau. Dès cette première année, l’avion acquiert une nouvelle capacité : le ravitaillement en vol, d’abord entre Transall, puis en décembre 1982, c’est le premier ravitaillement d’un Jaguar.
Les N2501 du Béarn prennent leur retraite en 1983, le Béarn a désormais 15 Transall a sa disposition. Cette plus grande capacité de l’escadron comme de l’avion permet les missions de ravitaillement sur les lignes Évreux – Djibouti, Évreux – N’Djamena, Évreux – Abidjan, Évreux – Dakar, Évreux – Pointe-à-Pitre. Le Béarn participe à l'opération Manta au Tchad en 1984 et effectue vingt DETAM en cinq mois, sollicitant beaucoup le personnel. Durant cette année, il assure aussi des lignes régulières vers l’Outremer, avec des lignes vers comme Évreux – Pointe à Pitre – Fort de France – Cayenne – Bellem – Dakar – Évreux.
En 1986, le Béarn est de nouveau appelé au Tchad pour l’opération Épervier : 100 missions OPS sont réalisées en 12 jours. Il arme 28 détachements cette année, principalement à Bangui et N’Djamena.
En 1990, l’opération Requin au Gabon sollicite le Béarn, qui évacue ressortissants français et étrangers. Plus tard dans l’année, l’escadron prend part à la Guerre du Golfe dans le cadre de l’opération Daguet qui se poursuit en 1991. Des missions dans le Nord de l’Irak sont aussi avec l’opération Libage. En 1992, on peut voir les Transall à l’œuvre au cours de l’exercice américain Red Flag, puis ils participent au pont aérien entre Zagreb et Sarajevo, le plus long de l’histoire aéronautique.
Le Béarn soutient une mission humanitaire au Rwanda en 1993 (opération Noroît), et largue des vivres à haute altitude sur la Bosnie de nuit en avril. Il retourne au Rwanda en 1994 pour évacuer les ressortissants européens. Il fait ensuite du transport de fret humanitaire en Somalie, dans le cadre de l’opération Oryx.
Le même année, l’état-major décide de la dissolution de la 64e escadre, le Béarn devient alors indépendant. Il est une entité autonome qui dépend directement du commandement de la Force Aérienne de Projection.
En 1995, le pont aérien de Sarajevo se termine et en mai l’escadron fête ses cinquante ans. Il totalise plus de 80 000 heures de vol sur tous les théâtres d’opération du monde.
En juin 1999, le Béarn répond encore présent dans les Balkans, avec des ponts aériens vers Tirana et Skopje. Décembre 2001 marque le début des missions en Afghanistan avec l’opération Héraclès. Le Béarn est le premier escadron à se poser sur la piste de Bagram, dans une région non-sécurisée. Il livre ensuite du matériel à l’armée de terre qui s’installe à Kaboul en ayant une base arrière à Douchanbe, ou les détachements s’enchainent pour les membres de l’escadron.
En 2002, le Béarn intervient en Côte d’Ivoire avec l’opération Licorne, il amène le 2e régiment étranger parachutiste et participe à l’évacuation de ressortissants ivoiriens à Bouaké. En 2003 le Béarn reste en Afrique, l’opération Artemis l’envoie en RDC. C’est la première opération menée par l’UE avec la France pour nation cadre.
En 2011, le lancement de l’opération Harmattan par la France et ses alliés contre la Libye de Kadhafi nécessite l’intervention des Transall pour leurs capacités de transport et de guerre électronique. Le Béarn opère depuis la métropole pour cette opération et participe à l’établissement des bases avancées des chasseurs. En 2013, le Béarn est sollicité pour l’opération Serval qui exige de transporter d’importantes quantités de matériel en plus des milliers d’hommes par avions puisque le Mali est enclavé. 

### L'A400m au Béarn
Le 4 mars 2022, un équipage du Béarn avec son appareil Airbus A400M Atlas réalise plusieurs missions de transport au sein de l'opération Barkhane, notamment le transport d'un hélicoptère d'attaque Eurocopter EC665 Tigre de Gao (Mali) à Niamey. 

## Traditions
L'ET 4/61 Béarn est l'héritier de deux escadrilles :
- La première escadrille SAL 14 « Griffon ailé » ;
- La deuxième escadrille SAL 18 « Personnage dans le vent des hélices ».

L'insigne de l'escadron a été homologué le 7 mai 1976 sous le numéro A 1067. Il reprend complètement les armoiries de l'ancienne province du Béarn surmontées de la mention « Béarn ».
La ville de Pau est marraine de l'unité depuis 1998.

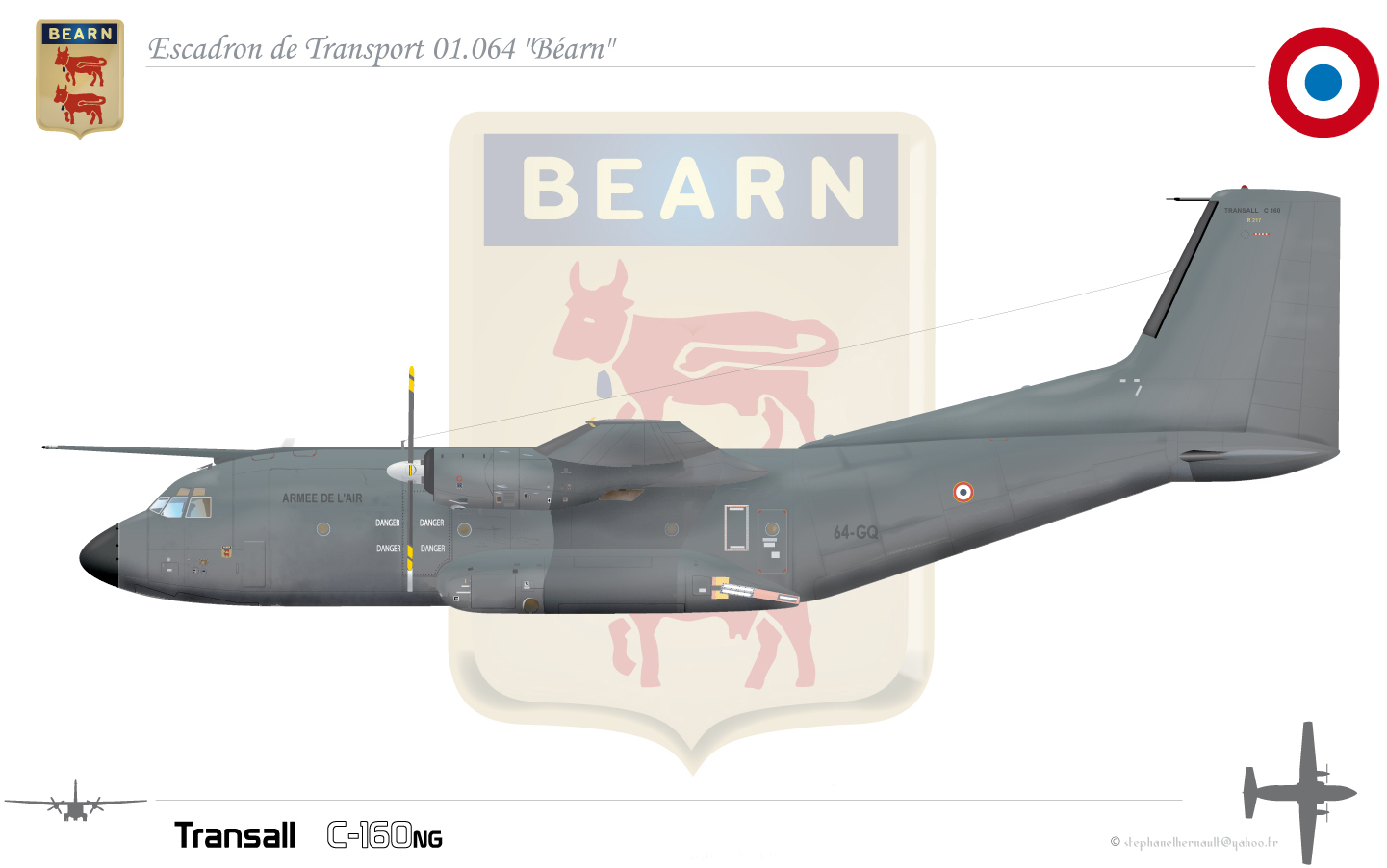
C-160NG de l'escadron Béarn.